# Cristeana Cojocaruová
Cristeana Cojocaruová (* 2. ledna 1962) je bývalá rumunská atletka, jejíž specializací byl běh na 800 metrů.
Na olympiádě v Los Angeles v roce 1984 vybojovala bronzovou medaili v běhu na 400 metrů překážek. Ve stejné sezóně získala bronzovou medaili v běhu na 800 metrů na halovém mistrovství Evropy. O rok později se v této disciplíně stala světovou halovou šampionkou a obsadila opět třetí místo v běhu na 800 metrů na halovém mistrovství Evropy. Svoji medailovou sbírku z mezinárodních soutěží završila ziskem stříbrné medaile v běhu na 800 metrů na halovém mistrovství Evropy v roce 1986.